# Kalapács (szerszám)

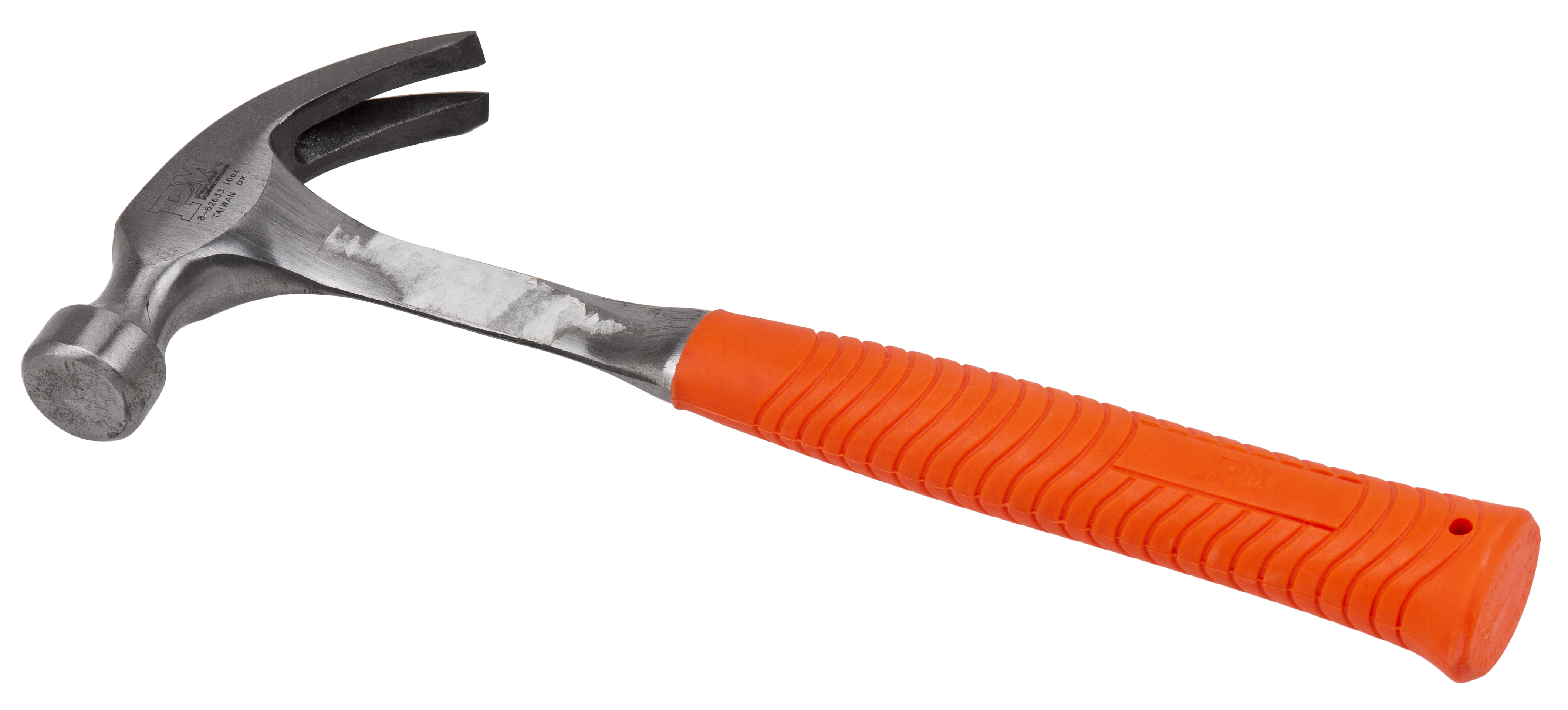
Körmös kalapács

A kalapács az a szerszám, melynek közvetve vagy közvetlenül ható ütéseivel más tárgy idomítását (kovácsolás) vagy valamely más tárgynak valamely harmadik tárgyba való behatolását (kalapálás) célozzuk. A kalapács hatása a kalapács tömegétől (m) és sebességéből (v) függ, tehát a kalapács eleven ereje mv²; ez azt mondja, hogy kisebb tömegű kalapáccsal is érhetünk el olyan hatást, mint a nagyobb tömegűvel, ha annak sebességét megfelelően növeljük; ez azonban a gyakorlatban nem egészen így van. A kis sebességgel dolgozó nehéz kalapácsok ütése a munkadarab belsejére is hat, míg a nagy sebességgel dolgozó könnyű kalapácsok inkább a munkadarab felszínét formálják. Az idomításra használt kalapács felszíne keményebb legyen, mint a megmunkálandó tárgy s hogy a kalapácsban felhalmozott eleven erőnek minél nagyobb részét fordíthassuk a tárgy alakítására, az utóbbit az üllőre fektetjük. Az üllő rendesen az üllő tőkén (földbe ásott fatőke) áll, melyet nagy kalapácsok használata esetén fagerendákon álló öntöttvas-tuskó (chabotte) pótol. Vannak kézzel és géppel dolgozó kalapácsok, szerkezetükre nézve pedig megkülönböztetünk nyeles és keretes kalapácsokat.